# Campeonato Europeo de Campo a Través

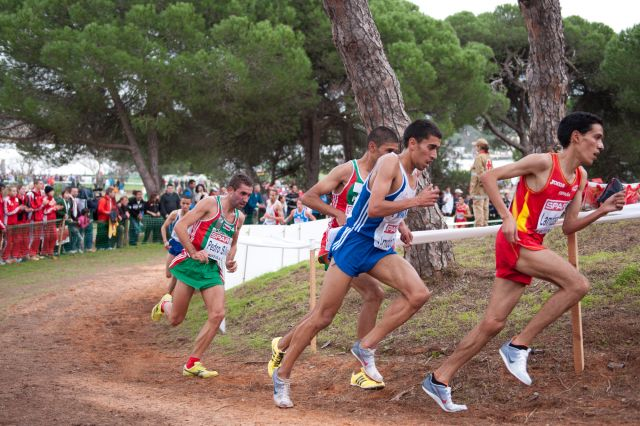
Campeonato Europeo de Campo a Través año 2010

El Campeonato Europeo de Campo a Través (en inglés, European Cross Country Championship) es una prueba organizada por European Athletics cada año desde 1994. Tiene lugar en un solo día durante la primera mitad de diciembre.
Consiste en una carrera a través de un campo accidentado (con pendientes, áreas boscosas, lechos acuíferos y zonas fangosas). Hombres y mujeres parten por separado y el vencedor de cada carrera se adjudica el título de campeón europeo. Adicionalmente se otorga en cada prueba el campeonato por países, que gana el país cuyos cuatro primeros representantes lleguen en mejor posición a la línea de meta. Desde 2017 se disputa también una carrera por relevos mixtos, que consisten en dos hombres y dos mujeres por cada equipo nacional.
La longitud a recorrer es de unos 9–10 km para los hombres y de 5–6,5 km para las mujeres. Además, se celebran también pruebas en categorías sub-23 y sub-20.

## Ediciones
| Núm.   | Año  | Sede                               | Fecha           |
| ------ | ---- | ---------------------------------- | --------------- |
| I      | 1994 | Alnwick ( Reino Unido)             | 10 de diciembre |
| II     | 1995 | Alnwick ( Reino Unido)             | 2 de diciembre  |
| III    | 1996 | Charleroi · ( Bélgica)             | 15 de diciembre |
| IV     | 1997 | Oeiras ( Portugal)                 | 14 de diciembre |
| V      | 1998 | Ferrara · ( Italia)                | 13 de diciembre |
| VI     | 1999 | Velenje ( Eslovenia)               | 12 de diciembre |
| VII    | 2000 | Malmö · ( Suecia)                  | 10 de diciembre |
| VIII   | 2001 | Thun · ( Suiza)                    | 9 de diciembre  |
| IX     | 2002 | Medulin · ( Croacia)               | 8 de diciembre  |
| X      | 2003 | Edimburgo ( Reino Unido)           | 14 de diciembre |
| XI     | 2004 | Heringsdorf · ( Alemania)          | 12 de diciembre |
| XII    | 2005 | Tilburg · ( Países Bajos)          | 11 de diciembre |
| XIII   | 2006 | San Giorgio su Legnano · ( Italia) | 10 de diciembre |
| XIV    | 2007 | Toro · ( España)                   | 9 de diciembre  |
| XV     | 2008 | Ostende · ( Bélgica)               | 14 de diciembre |
| XVI    | 2009 | Dublín ( Irlanda)                  | 13 de diciembre |
| XVII   | 2010 | Albufeira ( Portugal)              | 12 de diciembre |
| XVIII  | 2011 | Velenje ( Eslovenia)               | 11 de diciembre |
| XIX    | 2012 | Budapest · ( Hungría)              | 9 de diciembre  |
| XX     | 2013 | Belgrado ( Serbia)                 | 8 de diciembre  |
| XXI    | 2014 | Samokov ( Bulgaria)                | 14 de diciembre |
| XXII   | 2015 | Hyères ( Francia)                  | 13 de diciembre |
| XXIII  | 2016 | Chia · ( Italia)                   | 11 de diciembre |
| XXIV   | 2017 | Šamorín · ( Eslovaquia)            | 10 de diciembre |
| XXV    | 2018 | Tilburg · ( Países Bajos)          | 9 de diciembre  |
| XXVI   | 2019 | Lisboa ( Portugal)                 | 8 de diciembre  |
| —      | 2020 | Dublín ( Irlanda) (cancelado)      | 13 de diciembre |
| XXVII  | 2021 | Dublín ( Irlanda)                  | 12 de diciembre |
| XXVIII | 2022 | La Mandria · ( Italia)             | 11 de diciembre |
| XXIX   | 2023 | Bruselas · ( Bélgica)              | 10 de diciembre |
| XXX    | 2024 | Antalya ( Turquía)                 | 8 de diciembre  |
| XXXI   | 2025 | Lagoa ( Portugal)                  | 14 de diciembre |

## Medallero histórico
- Actualizado a Antalya 2024 (incluye las medallas del relevo mixto).

| Núm. | País            | Oro | Plata | Bronce | Total |
| ---- | --------------- | --- | ----- | ------ | ----- |
| 1    | Reino Unido     | 22  | 24    | 19     | 65    |
| 2    | Francia         | 17  | 18    | 16     | 51    |
| 3    | Portugal        | 16  | 16    | 16     | 48    |
| 4    | España          | 15  | 22    | 20     | 57    |
| 5    | Turquía         | 12  | 8     | 5      | 25    |
| 6    | Ucrania         | 10  | 1     | 3      | 14    |
| 7    | Noruega         | 7   | 2     | 6      | 15    |
| 8    | Italia          | 6   | 4     | 6      | 16    |
| 9    | Irlanda         | 4   | 2     | 4      | 10    |
| 10   | Países Bajos    | 4   | 2     | 2      | 8     |
| 11   | Rusia           | 3   | 3     | 1      | 7     |
| 12   | Bélgica         | 2   | 5     | 7      | 14    |
| 13   | Suecia          | 2   | 5     | 5      | 12    |
| 14   | Rumania         | 1   | 6     | 3      | 10    |
| 15   | Alemania        | 1   | 4     | 5      | 10    |
| 16   | Finlandia       | 1   | 1     | 1      | 3     |
| 17   | Suiza           | 1   | 1     | 0      | 2     |
| 18   | Hungría         | 1   | 0     | 1      | 2     |
| 19   | Dinamarca       | 1   | 0     | 0      | 1     |
| 19   | Eslovenia       | 1   | 0     | 0      | 1     |
| 21   | Bielorrusia     | 0   | 1     | 1      | 2     |
| 21   | Polonia         | 0   | 1     | 1      | 2     |
| 23   | República Checa | 0   | 1     | 0      | 1     |
| 24   | Serbia          | 0   | 0     | 5      | 5     |
|      | TOTAL           | 127 | 127   | 127    | 381   |

1. ↑  Incluye las medallas de la RFY.